# Muchinje
Muchinje, também conhecida como Mabele, é uma vila localizada no distrito de Chobe em Botswana. Possuía, em 2011, uma população estimada de 773 habitantes.